# Concordia Financial Group
Concordia Financial Group — японская финансовая группа, образовавшаяся в 2016 году слиянием Банка Иокогамы и Нигаси-Ниппон банка.
Банк Иокогамы (яп. 株式会社 横浜銀行 кабусики-гайся ёкохама гинко:), международное название англ. Bank of Yokohama был основан в 1920 году под названием Yokohama Industrial Bank. В 1945 году в него были влиты 31 банк, и он стал единственным региональным банком префектуры Канагава, в частности, городов Кавасаки, Сагамихара, Йокосука. В 1957 году название было изменено на Банк Иокогамы. В 1993 году штаб-квартира была перенесена в район Минато-Мирай 21 города Иокогама.
Банк Tokiwa Mujin был основан в 1924 году в городе Мито префектуры Ибараки для финансирования восстановления после землетрясения Канто 1923 года. В 1973 году название было изменено на The Tokiwa Mutual Bank (Взаимный банк Токива), через два года штаб-квартира была перенесена в Токио. В 1989 году банк из взаимного стал коммерческим, и название было изменено на Higashi-Nippon Bank.
1 апреля 2016 года была создана Финансовая группа Конкордия, объединившая два банка, хотя они сохранили значительную долю автономии. В 2019 году было создано партнёрство банков Иокогамы и Тиба (Chiba-Yokohama Partnership).
На конец 2020—21 финансового года (31 марта 2021 года) активы группы составляли 21,58 трлн иен ($196 млрд), из них 13,72 трлн пришлось на выданные кредиты, 4,17 трлн — на наличные и краткосрочные депозиты в банках, 3 трлн — на ценные бумаги. Принятые депозиты составили 18,02 трлн иен. Сеть группы насчитывает 292 отделения, из них 185 в префектуре Канагава, 80 в Токио; также имеются отделения в Шанхае и Сингапуре, представительства в Гонконге, Бангкоке, Нью-Йорке и Лондоне и дочерний банк в Индонезии Bank Resona Perdania, купленный в 2019 году. На Банк Иокогамы приходится около 90 % активов и выручки группы Конкордия.

## Подразделения
- Hamagin Tokai Tokyo Securities Co., Ltd (浜銀TT証券)[6]
- Hamagin Research Institute (浜銀総合研究所)[7]
- Hamagin Finance Co., Ltd. (浜銀ファイナンス株式会社)
- Yokohama Capital (横浜キャピタル株式会社)
- Yokohama Shinyouhoshou (横浜信用保証株式会社)
- Yokohama Career Service (横浜キャリアサービス株式会社)[8]
- Yokohama Business Service (横浜事務サービス株式会社)